# Sander Arends
Sander Arends (* 9. August 1991 in Leeuwarden) ist ein niederländischer Tennisspieler.

## Karriere
Sander Arends spielt hauptsächlich auf der ATP Challenger Tour und der ITF Future Tour. Er feierte bislang 10 Doppelsiege auf der Future Tour. Auf der Challenger Tour gewann er bis jetzt 30 Doppelturniere.
Zum 14. September 2015 durchbrach er erstmals die Top 200 der Weltrangliste im Doppel und seine höchste Platzierung war ein 55. Rang im Juli 2018.

## Erfolge
| Legende (Anzahl der Siege) |
| Grand Slam                 |
| ATP Finals                 |
| ATP Tour Masters 1000      |
| ATP Tour 500 (1)           |
| ATP Tour 250 (4)           |
| ATP Challenger Tour (31)   |

| ATP-Titel nach Belag |
| Hartplatz (2)        |
| Sand (3)             |
| Rasen (0)            |

### Doppel

#### Turniersiege

##### ATP World Tour
| Nr. | Datum            | Turnier    | Belag         | Partner         | Finalgegner                           | Ergebnis          |
| --- | ---------------- | ---------- | ------------- | --------------- | ------------------------------------- | ----------------- |
| 1.  | 18. Juli 2021    | Båstad (1) | Sand          | David Pel       | Andre Begemann Albano Olivetti        | 6:4, 6:2          |
| 2.  | 9. November 2024 | Metz       | Hartplatz (i) | Luke Johnson    | Pierre-Hugues Herbert Albano Olivetti | 6:4, 3:6, [10:3]  |
| 3.  | 5. Januar 2025   | Hongkong   | Hartplatz     | Luke Johnson    | Karen Chatschanow Andrei Rubljow      | 7:5, 4:6, [10:7]  |
| 4.  | 20. April 2025   | Barcelona  | Sand          | Luke Johnson    | Joe Salisbury Neal Skupski            | 6:3, 6:71, [10:6] |
| 5.  | 20. Juli 2025    | Båstad (2) | Sand          | Guido Andreozzi | Adam Pavlásek Jan Zieliński           | 6:74, 7:5, [10:6] |

##### ATP Challenger Tour
| Nr. | Datum              | Turnier                  | Belag         | Partner           | Finalgegner                               | Ergebnis           |
| --- | ------------------ | ------------------------ | ------------- | ----------------- | ----------------------------------------- | ------------------ |
| 1.  | 15. November 2015  | Mouilleron-le-Captif (1) | Hartplatz (i) | Adam Majchrowicz  | Aljaksandr Bury Andreas Siljeström        | 6:3, 5:7, [10:8]   |
| 2.  | 30. April 2016     | Ostrava                  | Sand          | Sam Weissborn     | Lukáš Dlouhý Hans Podlipnik-Castillo      | 7:68, 6:74, [10:5] |
| 3.  | 15. Mai 2016       | Heilbronn                | Sand          | Sam Weissborn     | Nikola Mektić Antonio Šančić              | 6:3, 6:4           |
| 4.  | 23. Oktober 2016   | Brest (1)                | Hartplatz (i) | Mateusz Kowalczyk | Marco Chiudinelli Luca Vanni              | 6:72, 6:3, [10:5]  |
| 5.  | 3. September 2017  | Como                     | Sand          | Antonio Šančić    | Aljaksandr Bury Kevin Krawietz            | 7:61, 6:2          |
| 6.  | 15. Oktober 2017   | St. Ulrich in Gröden     | Hartplatz (i) | Antonio Šančić    | Jeremy Jahn Edan Leshem                   | 6:2, 5:7, [13:11]  |
| 7.  | 29. Oktober 2017   | Brest (2)                | Hartplatz (i) | Antonio Šančić    | Scott Clayton Divij Sharan                | 6:4, 7:5           |
| 8.  | 5. November 2017   | Eckental                 | Teppich (i)   | Roman Jebavý      | Ken Skupski Neal Skupski                  | 6:2, 6:4           |
| 9.  | 19. November 2017  | Brescia                  | Teppich (i)   | Sander Gillé      | Luca Margaroli Sam Weissborn              | 6:2, 6:3           |
| 10. | 31. März 2018      | Saint-Brieuc (1)         | Hartplatz (i) | Sam Weissborn     | Luke Bambridge Joe Salisbury              | 4:6, 6:1, [10:7]   |
| 11. | 12. Mai 2018       | Braga                    | Sand          | Adil Shamasdin    | Ariel Behar Miguel Ángel Reyes Varela     | 6:2, 6:1           |
| 12. | 27. Januar 2019    | Rennes (1)               | Hartplatz (i) | Sam Weissborn     | David Pel Antonio Šančić                  | 6:4, 6:4           |
| 13. | 27. April 2019     | Nanchang                 | Sand (i)      | Sam Weissborn     | Alex Bolt Akira Santillan                 | 6:2, 6:4           |
| 14. | 28. Juli 2019      | Tampere                  | Sand          | David Pel         | Iwan Nedelko Alexander Schurbin           | 6:0, 6:2           |
| 15. | 3. August 2019     | Segovia                  | Sand          | David Pel         | Orlando Luz Felipe Meligeni Alves         | 6:4, 7:63          |
| 16. | 30. August 2019    | Mallorca                 | Hartplatz     | David Pel         | Karol Drzewiecki Szymon Walków            | 7:5, 6:4           |
| 17. | 23. Februar 2020   | Koblenz (1)              | Hartplatz (i) | David Pel         | Julian Lenz Yannick Maden                 | 7:64, 7:63         |
| 18. | 29. August 2020    | Prag                     | Sand          | David Pel         | André Göransson Gonçalo Oliveira          | 7:5, 7:65          |
| 19. | 2. April 2022      | Saint-Brieuc (2)         | Hartplatz (i) | David Pel         | Jonathan Eysseric Robin Haase             | 6:3, 6:3           |
| 20. | 7. Mai 2022        | Mauthausen               | Sand          | David Pel         | Johannes Härteis Benjamin Hassan          | 6:4, 6:3           |
| 21. | 8. Oktober 2022    | Mouilleron-le-Captif (2) | Hartplatz (i) | David Pel         | Purav Raja Divij Sharan                   | 6:71, 7:66, [10:6] |
| 22. | 14. Januar 2023    | Oeiras                   | Hartplatz (i) | David Pel         | Patrik Niklas-Salminen Bart Stevens       | 6:3, 7:63          |
| 23. | 17. September 2023 | Rennes (2)               | Hartplatz (i) | David Pel         | Antoine Escoffier Niki Kaliyanda Poonacha | 6:3, 6:2           |
| 24. | 3. Februar 2024    | Koblenz (2)              | Hartplatz (i) | Sem Verbeek       | Jakob Schnaitter Mark Wallner             | 6:4, 6:2           |
| 25. | 2. März 2024       | Teneriffa                | Hartplatz     | Sem Verbeek       | Marco Bortolotti Sergio Martos Gornés     | 6:4, 6:4           |
| 26. | 9. März 2024       | Lugano                   | Hartplatz (i) | Sem Verbeek       | Constantin Frantzen Hendrik Jebens        | 6:79, 7:61, [10:8] |
| 27. | 13. Juli 2024      | Braunschweig             | Sand          | Robin Haase       | N. Sriram Balaji Gonzalo Escobar          | 4:6, 6:4, [10:8]   |
| 28. | 3. August 2024     | Porto                    | Hartplatz     | Luke Johnson      | Joshua Paris Ramkumar Ramanathan          | 6:3, 6:2           |
| 29. | 15. September 2024 | Rennes (3)               | Hartplatz (i) | Grégoire Jacq     | Antoine Escoffier Joshua Paris            | 6:4, 6:2           |
| 30. | 22. September 2024 | Saint-Tropez             | Hartplatz     | Luke Johnson      | André Göransson Sem Verbeek               | 3:6, 6:3, [10:4]   |
| 31. | 12. April 2025     | Monza                    | Sand          | Luke Johnson      | Filippo Romano Jacopo Vasamì              | 6:1, 6:1           |

#### Finalteilnahmen
| Nr. | Datum         | Turnier   | Belag         | Partner          | Finalgegner                         | Ergebnis          |
| --- | ------------- | --------- | ------------- | ---------------- | ----------------------------------- | ----------------- |
| 1.  | 23. Juli 2017 | Båstad    | Sand          | Matwé Middelkoop | Julian Knowle Philipp Petzschner    | 2:6, 6:3, [7:10]  |
| 2.  | 29. Juni 2018 | Antalya   | Rasen         | Matwé Middelkoop | Marcelo Demoliner Santiago González | 5:7, 7:66, [8:10] |
| 3.  | 14. März 2021 | Marseille | Hartplatz (i) | David Pel        | Lloyd Glasspool Harri Heliövaara    | 5:7, 6:74         |